# Dimestrol
Dimestrol (tên thương hiệu Depot-Cyren, Depot-Oestromon), còn được gọi dianisylhexene, 4,4'-dimetoxy-α, α'-diethylstilbene, diethylstilbestrol dimethyl ether, và dimethoxydiethylstilbestrol, là một estrogen không steroid tổng hợp của stilbestrol nhóm đó là liên quan đến diethylstilbestrol. Nó đã được sử dụng lâm sàng như một liệu pháp nội tiết tố trong các trường hợp chậm dậy thì ở nữ giới, suy sinh dục, mãn kinh và các triệu chứng mãn kinh. Nó được biết là gây ra sự phát triển của các đặc điểm tình dục thứ cấp nữ trong trường hợp nữ dậy thì muộn hoặc suy sinh dục. Thuốc cũng đã được sử dụng như một chất kích thích tăng trưởng trong chăn nuôi.
DES là một hóa chất gây rối loạn nội tiết được biết đến. Về mặt phân tử, nó được biết là làm tăng nguy cơ dị tật thông qua sự can thiệp với sự lắp ráp vi ống.
Trước những năm 1950, DES được kê đơn rộng rãi cho phụ nữ mang thai để tránh sảy thai và sinh non. Một nghiên cứu được công bố vào những năm 1950 cho thấy những phụ nữ tiếp xúc với DES có nguy cơ mắc ung thư biểu mô tế bào rõ ràng ở cổ tử cung và âm đạo. Ngay sau phát hiện này, FDA đã không khuyến khích kê đơn thuốc DES cho phụ nữ mang thai. Trẻ em cũng bị ảnh hưởng bởi việc sử dụng DES của mẹ trong thời kỳ mang thai. Kết quả nghiên cứu cho thấy con gái có nhiều khả năng bị biến chứng khả năng sinh sản như sinh non, tử vong sơ sinh, sảy thai, mang thai ngoài tử cung, thai chết lưu, vô sinh và tiền sản giật. Con trai tiếp xúc với DES cũng có thể gặp bất thường ở bộ phận sinh dục nhưng không có kết luận tăng nguy cơ vô sinh.
Trong trường hợp nghi ngờ hoặc đã biết phơi nhiễm với DES trước đây, phụ nữ được khuyến khích đi khám phụ khoa, xét nghiệm PAP, sinh thiết và kiểm tra vú. Đàn ông nên được kiểm tra định kỳ từ bác sĩ của họ trong trường hợp nghi ngờ hoặc có khả năng tiếp xúc.
Thuốc có thời gian tác dụng dài là 6 tuần được tiêm bằng cách tiêm bắp. Bản mẫu:Parenteral potencies and durations of nonsteroidal estrogens